# ديفيد تشيكا
ديفيد تشيكا (بالإسبانية: David Checa)‏ هو متسابق دراجات نارية إسباني. نافس في سباقات بطولة العالم لفئة 250 سي سي ولفئة 50 سي سي. كما شارك في بطولة العالم للسوبربايك وبطولة العالم للسوبرسبورت.

## روابط خارجية
- ديفيد تشيكا على موقع MotoGP.com (الإنجليزية)
- ديفيد تشيكا على موقع WorldSBK.com (الإنجليزية)
- ديفيد تشيكا على موقع AS.com (الإسبانية)